# Weda tumidifrons
Weda tumidifrons är en insektsart som beskrevs av Barber och Sailer 1953. Weda tumidifrons ingår i släktet Weda och familjen bärfisar. Inga underarter finns listade i Catalogue of Life.